# 彭仁傑
彭仁杰（1949年—）是伊利诺伊大学厄巴纳-香槟分校的实验核物理学家。 

## 教育和职业
彭先生于1970年在台湾东海大学获得物理学学士学位，并于1975年获得匹兹堡大学核物理学博士学位。 1978年加入洛斯阿拉莫斯国家实验室物理部之前，他曾在法国萨克雷核研究中心担任研究员。彭于 2002 年加入伊利诺伊大学物理系，担任教授。
彭的研究领域包括强子的結構、基本对称性和中微子物理。他是大約10個核物理和粒子物理實驗的發言人或共同發言人，也是 430 多篇期刊文章的合著者，引用次数超过 50,000 次。
彭先生于1993年当选为美国物理学会院士，并于1997年当选为洛斯阿拉莫斯国家实验室实验室院士。 2022年当选为中央研究院院士。 2022 年，他获得了Tom W. Bonner Prize，表彰其「開展了研究反夸克在核子和核中的分布，使用Drell-Yan過程作為實驗工具，並為闡明核子中輕夸克海的味的不對稱起源做出了開創性工作」。

## 奖项及荣誉
- 美国物理学会会员 1993年
- 洛斯阿拉莫斯国家实验室院士 1997年
- 基础物理学突破奖 2016年
- 东海大学杰出校友 2020年
- 玉山学者 2022年
- 台湾中央研究院院士 2022年
- Tom W. Bonner Prize 2022年